# Alles Schwindel (1926)
Alles Schwindel ist eine US-amerikanische Stummfilmkomödie aus dem Jahr 1926 von William A. Seiter mit Reginald Denny und Gertrude Olmstead in den Hauptrollen. Der Film wurde von Universal Pictures produziert und basiert auf dem Roman The Cheerful Fraud von Kenneth Robert Gordon Browne.

## Handlung
Sir Michael Fairlie lernt während eines Regenschauers in London Ann Kent kennen, eine Gesellschaftssekretärin der Bytheways. Obwohl sie ihn abblitzen lässt, verliebt er sich sofort in sie. Er sucht die Bytheway-Residenz auf und stellt sich als Simmons vor, der im Unternehmen der Familie arbeitet.

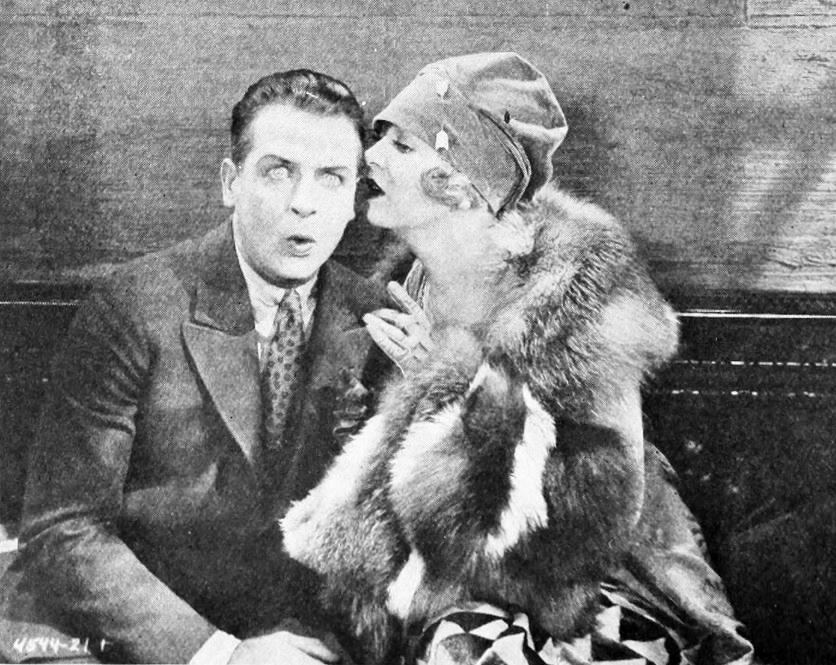
Szenenfoto mit Reginald, Denny und Gertrude Astor

Der Gauner Steve bricht in Sir Michaels Wohnung ein, aber es gelingt ihm, der Polizei durch Verkleidung zu entkommen. Später nimmt er eine Einladung der Bytheways an Sir Michael an und wird dem echten Sir Michael vorgestellt, den er für einen weiteren Gauner hält. Rose, eine blonde Erpresserin, wird als Simmons‘ Frau vorgestellt, und nach einer Reihe von Verwechslungen und Komplikationen enthüllt Sir Michael seine Identität und rettet die Juwelen der Familie, wodurch er Anns Liebe gewinnt.

## Hintergrund
Charles D. Hall oblag die künstlerische Leitung.

## Veröffentlichung
Die Premiere des Films fand am 27. Dezember 1926 in New York statt. 1927 kam er im Deutschen Reich in die Kinos.

## Kritiken
Mordaunt Hall von der The New York Times fand den Film höchst amüsant. Er sei ein durchweg heiteres Werk mit einer Reihe gekonnt inszenierter Szenen. Die Vorfälle werden mit jener herrlichen Spannung ausgearbeitet, die ausnahmslos durch Kichern und Lachen belohnt werde, bevor das Erwartete eintritt und manchmal bevor die Figur des Augenblicks ihren Auftritt hat.